# Kanton Royan-Est
Kanton Royan-Est (fr. Canton de Royan-Est) je francouzský kanton v departementu Charente-Maritime v regionu Poitou-Charentes. Jeho střediskem je město Royan, jehož část tvoří.

## Obce kantonu
- Royan
- Saint-Georges-de-Didonne